# Club sportif Nivolas-Vermelle
Maillots
Actualités
La section féminine du Club sportif Nivolas-Vermelle - ou Club sportif Nivolésien -  est un club de football féminin français basé à Nivolas-Vermelle et créé en 1992 au sein du club de football masculin du même nom.
Les Nivolésiennes atteignent pour la première fois de leur histoire un championnat national, la Division 2, en 2001. Elles ne s'y maintiennent pas et participent ensuite pendant cinq saisons à la Division 3 avant d'être reversée aux Divisions Régionales de la Ligue Rhône-Alpes de football. Elles sont 3 fois Championnes de Division d'Honneur Rhône-Alpes avant de retrouver de nouveau la Division 2 en 2012, où elles évoluent aujourd'hui depuis trois saisons.
L'équipe fanion du club, entraînée par Maxime Clain, participe au Championnat de seconde division pour la 3e saison consécutive et évolue au Stade des Mûriers à Nivolas-Vermelle.

## Histoire
Le Club sportif Nivolas-Vermelle est à l'origine un club de football masculin créé le 12 juillet 1930 par la fusion de deux clubs de football de la ville de Nivolas-Vermelle en Isère. À cause de la Seconde Guerre mondiale, le club cessera ses activités sportives pendant plus de 16 ans, de 1939 à 1955. Il possède aujourd'hui de nombreuses équipes juniors comme seniors et son équipe-fanion masculine, qui n'a jamais percé au niveau national, évolue dans les divisions régionales de la Ligue Rhône-Alpes de football.
En 1992, sous la présidence de Paul Bonnaire, le club décide de créer une section féminine et forme une équipe à 11 joueuses qui participe pendant une dizaine d'années aux Championnats régionaux en Rhône-Alpes avant de faire parler une première fois d'elle au niveau national en 2001. En effet, elle accède cette année-là, pour la 1re fois, à la Division 2 (alors National 1B). Les Nivolésiennes y affrontent des équipes comme le Celtic de Marseille ou le FC Vendenheim. Elles n'arrivent cependant pas à se maintenir en fin d'exercice et sont reléguées au niveau inférieur créé cette année là : la Division 3.
Le CS Nivolésien évolue alors pendant 5 saisons en Division 3 avec comme point d'orgue la participation au tournoi final de la division lors de sa 1re saison. L'équipe s'installe pendant ses 4 premières saisons en milieu de tableau en collectionnant en fin d'année les 5e et 6e places. Elle finit cependant la saison 2006-2007 à la dernière place de son groupe, échouant à deux petits points du premier non relégable, le Riorges FC.
Les 5 saisons suivantes seront, au niveau régional, des années fastes pour le club qui finit deux fois à la 2e place de la Division d'Honneur Rhône-Alpes, mais qui surtout glane pendant cette période 3 titres de Champion DH Rhône-Alpes et 2 Coupes Rhône-Alpes. En terminant 1re du Groupe D du Championnat interrégional en 2012, l'équipe est promue en Division 2 pour la saison suivante. Cette année voit également le meilleur parcours du club en Coupe de France féminine (Challenge de France), où il réussit la performance, pour une équipe de Division d'Honneur, d'atteindre les 1/8e de finale. Les Iséroises écartent notamment en 1/16e de finale, 3 buts à 0, le club de Division 2 du RCF Mâcon, mais sont éliminées, 2 buts à 0, au tour suivant par l'ESOFV La Roche-sur-Yon (D2).
La retour au niveau national se passe très bien ; l'équipe se place à une prometteuse 5e place pour sa première saison depuis plus de dix ans à ce niveau. Elle finit à 5 points de la troisième marche du podium occupée par le Claix Football et juste derrière l'ES Arpajonnaise. La saison suivante est complètement différente : les Nivolésiennes finissent loin des premières places, avec seulement 4 victoires sur 22 journées, et à une périlleuse 10e position, 2 points devant l'AS La Sanne-Saint-Romain-Surieu, premier relégable.

## Dates clés
- 1930 : Création du Club sportif Nivolas-Vermelle, club de football masculin
- 1939 : Interruption de la pratique à cause de la guerre
- 1955 : Reprise des activités sportives du club
- 1992 : Création de la section féminine
- 1992 : 1er trophée régional avec une Coupe de l'Isère
- 2001 : Promotion en Division 2 (National 1B)
- 2002 : 9e de son groupe en Division 2, Relégation en Division 3 (D3) nouvellement créée
- 2003 : Accession au tournoi final de la Division 3 (4e place Gr. B)
- 2007 : Relégation en Division d'Honneur Rhône-Alpes (10e Gr. D)
- 2009 : Champion de DH Rhône-Alpes, 2e Coupe de l'Isère
- 2010 : Champion de DH Rhône-Alpes, 1re Coupe Rhône-Alpes
- 2011 : Champion de DH Rhône-Alpes, 2e Coupe Rhône-Alpes, 1/8e de finale de Coupe de France (Challenge de France)
- 2012 : Promotion en Division 2

## Palmarès
Le palmarès du CS Nivolas-Vermelle comporte 3 titres de Champion de Division d'Honneur Rhône-Alpes et 2 Coupes Rhône-Alpes.
Le tableau suivant liste le palmarès du club actualisé à l'issue de la saison 2013-2014 dans les différentes compétitions officielles aux niveaux national et régional.
| Compétitions nationales | Compétitions régionales |
| - Championnat de France de Division 2 - Meilleur : 5e (Gr. C) en 2013. - Coupe de France - Meilleur : 1/8e de finale en 2012. | - Championnat DH Rhône-Alpes (3) - Champion : 2009, 2010, 2011. - Coupe Rhône-Alpes (2) - Vainqueur : 2010, 2011. - Coupe de l'Isère (2) - Vainqueur : 1996, 2009. - Finaliste : 2008. |

## Bilan saison par saison
Le tableau suivant retrace le parcours de l'équipe-fanion depuis la création de la section féminine du club en 1992.
| Édition   | Division 1 | Division 2  | Division 3                                            | Divisions Régionales    | Coupe de France  |
| 1992-1997 | -          | -           |                                                       | ...                     |                  |
| 1997-1998 | -          | -           | Champion District Excellence                          |                         |                  |
| 1998-1999 | -          | -           | Champion Ligue Honneur                                |                         |                  |
| 1999-2000 | -          | -           | DH Rhône-Alpes Tournoi CIR                            |                         |                  |
| 2000-2001 | -          | -           | DH Rhône-Alpes 1er Tournoi CIR (Gr. D)                |                         |                  |
| 2001-2002 | -          | 9e (Gr. B)  | -                                                     | 2e tour fédéral         |                  |
| 2002-2003 | -          | -           | 5e (Gr. C) 4e (Tournoi Final Gr. B)                   | -                       | 1/16e de finale  |
| 2003-2004 | -          | -           | 6e (Gr. C)                                            | -                       | ...              |
| 2004-2005 | -          | -           | 6e (Gr. C)                                            | -                       | 2e tour fédéral  |
| 2005-2006 | -          | -           | 5e (Gr. B)                                            | -                       | ...              |
| 2006-2007 | -          | -           | 10e (Gr. D)                                           | -                       | 1er tour fédéral |
| 2007-2008 | -          | -           | -                                                     | 3e DH Rhône-Alpes       | 2e tour régional |
| 2008-2009 | -          | -           | -                                                     | Champion DH Rhône-Alpes | 1er tour fédéral |
| 2009-2010 | -          | -           | -                                                     | Champion DH Rhône-Alpes | 1/16e de finale  |
| 2010-2011 | -          | -           |                                                       | Champion DH Rhône-Alpes | 1er tour fédéral |
| 2011-2012 | -          | -           | 2e DH Rhône-Alpes (Ph. aller) 1er Tournoi CIR (Gr. D) | 1/8e de finale          |                  |
| 2012-2013 | -          | 5e (Gr. C)  | -                                                     | 1/32e de finale         |                  |
| 2013-2014 | -          | 10e (Gr. C) | -                                                     | 1er tour fédéral        |                  |
| 2014-2015 | -          | En cours    | -                                                     | En cours                |                  |

## Identité visuelle

Logo actuel du club.

## Personnages emblématiques du club

### Présidents
- Paul Bonnaire (1991 à 2005)
- Christian Folliasson (2005 à 2007)
- Ahmed Rahis (2007 à 2008)
- Gilles Veyron (2008 à 2011)
- Didier Bel (2011 à ~)

### Entraîneurs
- Maxime Clain (2011 à ~)

## Autres Équipes
- Jeunes :
  - 1 équipe en Ligue Régionale -18 ans
  - 1 équipe en Ligue Régionale -15 ans
  - 1 équipe à 8 en Ligue Régionale -13 ans
  - École de foot
- Autres :
  - 1 équipe réserve en DH Rhône-Alpes